# 共享徑
共享徑（英語：Shared Path）又稱共融通道，是香港的一類通道，供行人和騎單車的人共同使用，以更有效地利用區內的休憩用地和維多利亞港海濱，促進單車路線與周邊環境的融合，並增進海濱的連貫性。
共享徑在2010年代陸續於市區試行及啟用，有別於單車專用的單車徑。

## 港島北岸
2013年，已有建議將中環海濱長廊改為單車徑。2022年8月29日起，政府啟動中環至灣仔海濱行人單車共享試驗計劃，市民可在中環至灣仔海濱共享徑上步行或騎單車。這條「共享徑」連接中環9號碼頭至香港會議展覽中心以西的海濱長廊，全長約1公里，寬約6米。與傳統的行人路和單車徑分開不同，是採用行人和騎單車人士共用同一通道，提倡「互禮互讓，共融共享」的理念。
東岸板道連接東岸公園、北角海濱花園及鰂魚涌海裕街近鰂魚涌海濱花園，提供共享徑，全長約2.2公里，預計分兩段於2025年落成先後啟用。
此外，海濱事務委員會亦逐步推展「海濱共享空間」品牌，推動開放式的公共空間管理模式，嘗試突破固有框架，避免制定太多規則限制，鼓勵市民互相尊重和包容。在有關海濱空間範圍踏單車不受限制。範圍包括卑路乍灣海濱長廊、灣仔海濱長廊之「HarbourChill海濱休閒站」及「水上運動及康樂主題區」、銅鑼灣海旁之「活力避風塘主題區」、東岸公園之防波堤等。

### 附近景點
以上共享徑附近景點包括：︰
- 香港摩天輪
- 添馬公園、添馬艦政府總部
- 遠眺對岸的尖沙咀海濱花園、尖沙咀天星碼頭、香港文化中心、尖沙咀鐘樓
- 香港會議展覽中心
- 銅鑼灣避風塘
- 東岸公園
- 鰂魚涌海濱花園

### 歷史
規劃署在2009年展開《港島東海旁研究》，範圍包括探討可否沿海旁興建由灣仔發展第二期內建議的海濱公園，至小西灣海濱公園的海濱長廊，及可否在長廊部分適合的地點提供單車徑。規劃署亦完成《中環新海濱城市設計研究》，以優化中環新海濱的城市設計大綱及為主要用地擬備規劃／設計綱領。研究亦探討在新海濱提供環保交通系統，包括單車徑或無軌電車及相關設施的建議。2019年，規劃署更完成《灣仔北及北角海濱城市設計研究》，當中同樣建議沿灣仔海濱長廊、銅鑼灣避風塘至東岸公園主題區的單車徑及共享徑的模式及走線。
2021年，土木工程拓展署推行港島北海濱單車「共融通道」的可行性研究，並於中西區海濱長廊至灣仔海濱長廊展開試驗計劃，並曾於2022至2024年提供單車租借服務。。
2021年，土木工程拓展署亦根據《港島東海旁研究》中的建議，落實興建「東岸板道」，計劃同樣以共享徑模式開放予單車及行人共用。

### 過往活動
為了宣揚單車安全，港島總區警方交通部於2023年5月20日聯同海濱事務委員會、土木工程拓展署和香港交通安全隊(港島及離島總區)，在中環至灣仔段海濱共享徑舉辦了「維港單車安全日暨防騙推廣活動」。此次活動不僅宣傳單車安全知識，還推廣正在試行的行人與單車共用道路網絡——「共享徑」，同時也是一個宣傳防騙訊息。
這次活動邀請了港島總區指揮官、助理警務處長郭嘉銓、知名單車運動員黃金寶、海濱事務委員會主席吳永順、中國香港單車總會主席梁鴻德和香港交通安全隊港島及離島總區指揮官、署理高級助理總監黃俊雄，共同主持了開幕禮。此外，活動還邀請到「龍耳」為活動即時提供手語翻譯。開幕禮後，黃金寶現場講解了單車安全知識，還帶領小學生們在共享徑內騎單車。

## 啟德發展區
啟德發展區內的共享徑名為「共融通道」，計劃全長13公里，闊度由6至10米不等，於2024年起逐步啟用，連接區內主要設施及景點，並遠至觀塘海濱花園及茶果嶺海濱公園。

### 附近景點
這條共享徑附近景點包括：
- 宋皇臺公園（非宋王臺花園）
- 啟德車站廣場、啟德河
- 啟德體育園
- 都會公園
- 前跑道區兩旁的海濱長廊（啟德跑道公園、啟德郵輪碼頭及飛躍啟德）
- 觀塘海濱花園（遠至翠屏河出口、茶果嶺海濱公園）

### 歷史
應《啟德規劃檢討》建議，發展局原計劃為啟德發展區都會公園兩旁預留土地，興建合共長約6,600米的單車徑，連接多用途體育館及旅遊景點。
2014年1月，土木工程拓展署諮詢地區及相關團體後，決定修改設計、進一步擴大啟德單車徑網絡，長度將會增加逾倍至13公里，闊度不少於3.5米、斜度不大於5%的雙向雙線行車道。此舉將會可以連接至啟德發展區區內所有景點，亦伸展至整個沿海區域，並且形成兩大網絡，涵蓋前南、北面停機坪及前跑道，以減少回頭路；從而，成為最大規模的香港市區單車徑網絡。按照最新方案，位於都會公園兩旁之原有規劃的單車徑將向北擴展，伸延至前停機坪的主要景點，並且視乎位於翔龍灣的私人土地收地進展，長遠考慮設分支路，沿馬頭角海濱伸延至土瓜灣海心公園。另外一個方向的擴展則圍繞觀塘避風塘。此外，最新方案亦建議配合單車徑網絡，在指定休憩區設立租賃單車店及適量泊車設施，讓單車駕駛者可以小休，並且停下欣賞風景。
2018年，土木工程拓展署展開為期一年的「啟德發展區觀塘海濱花園行人及單車共融通道試驗計劃」，在觀塘海濱花園進行實地試驗，試行「人車共融」的概念。啟德發展區內的共融通道亦計劃於2023年起分階段開放使用。
2020年，政府於《2020年施政報告》提出推展「多元組合」模式的連接系統，以代替啟德智慧綠色集體運輸系統，當中包括跨越觀塘避風塘之行人及單車天橋。
第一段啟德共融通道，全長600米，位於啟德海濱花園近啟德橋東面，於2024年9月27日起開放予公眾使用。第二段共融通道位於跑道區西面，全長約500米，於2025年1月17日啟用。第三段共融通道位於承豐道公園、啟德海濱花園，於2025年4月1日啟用。

## 西九文化區
西九龍海濱長廊曾經設置單車徑，後來併入西九文化區內的共享徑網絡。除了現有的休閒的慢速單車徑外，亦曾經計劃設有單車學習中心和探險單車徑，其中會有一個區域專門供予花式單車和花式滑板愛好者使用。。

## 將軍澳
應公眾意見，康樂及文化事務署在2017年起於香港單車館外的行人通道試行「共融通道」設人車共用通道。

## 迪欣湖
迪欣湖活動中心提供環湖共享徑，亦有單車租賃服務。

## 未來計劃

### 交通運輸策略性研究
2022年起，政府進行《交通運輸策略性研究》，並於2023年初步建議引入主動出行模式（例如單車和電動可移動工具）的相關規劃及政策，在新發展區和新市鎮推廣。建議包括正式引入兩個層次的單車徑等級、引入不同類型的綠色道路設計，優先考慮行人、單車、電動可移動工具和綠色運輸的需求等。

## 外部連結
- 中環至灣仔段海濱共享徑 （页面存档备份，存于）
- 東岸板道 社區聯絡中心 （页面存档备份，存于）
- 啟德共融通道 （页面存档备份，存于）
- 西九文化區 悠遊西九單車服務 （页面存档备份，存于）